# Зоран Джинджич
Зоран Джинджич (на сръбски: Zoran Ðinđić или Зоран Ђинђић) е сръбски политик, един от основателите на Демократичната партия. Министър-председател на Република Сърбия от 2001 г. до 12 март 2003 г., когато е убит.

## Биография
Роден е на 1 август 1952 г. в малко градче в Северна Босна и Херцеговина. Син на офицер от югославската армия, Зоран Джинджич е философ по образование (дипломира се през 1974 г. във Философския факултет на Белградския университет).
През 70-те години е изхвърлен от университета за участието си в демонстрация против закон, даващ пожизненено право на Йосип Броз Тито да бъде президент на Югославия. По-късно е арестуван и осъден за организирането на независима студентска организация.
След излизането от затвора заминава за Федерална република Германия и продължава философското си образование при Юрген Хабермас във Франкфурт. През 1979 г. защитава докторантура по философия в университета в Констанц. В Югославия се завръща през 1989 г. и започва да работи като преподавател по философия в университета в Нови Сад. Избран е и за старши научен сътрудник в Центъра за философия и социална теория в Белград.
През 90-те години Джинджич е сред организаторите на демонстрации против режима на Слободан Милошевич. Той е сред основателите на Демократичната партия и по-късно – неин председател. Победата на изборите през 1997 г. му дава възможност за кратък период да бъде кмет на Белград – първият некомунистически кмет след Втората световна война.
По времето на конфликта в Косово Джинджич се премества да живее в Черна гора, за да избегне евентуален атентат върху живота си. Там се сближава с бъдещия президент на Черна гора Мило Джуканович.
През 1999 г. Джинджич се опитва безуспешно да организира улични протести и да предизвика с това предсрочни избори. По време на предизборната борба за президентските избори през февруари 2000 г. Джинджич поддържа кандидатурата на Воислав Кощуница.
След свалянето на Милошевич Зоран Джинджич става премиер на Югославия през януари 2001 г. По време на председателството си на Министерския съвет обаче Джинджич се изявява по-скоро като опозиция на президента Кощуница.

## Политическа дейност
Периодът му като премиер е доста противоречиво приеман. Противниците му го определят като арогантен и обвързан със съмнителни кръгове, докато привържениците му го приемат като прагматичен. Благодарение на твърдата му позиция през 2000 г. Милошевич е предаден на Трибунала в Хага. Благодарение на това Сърбия получава финансова помощ от Европейския съюз и започва период на стопанско развитие.
Във вътрешната си политика Джинджич обръща голямо внимание на борбата с трафика на хора и на наркотици. Заедно с това обаче той не е достатъчно ефективен по отношение на бившите специални служби, които обхващат сивата икономика.
Зоран Джинджич е убит от снайперист от Червените барети на 12 март 2003 г., а убийството му е планирано и поръчано от началника на тези специални части Милорад Лукович (Улемек) – Легия. На 23 май 2007 г. Милорад Лукович и Звездан Йованович са осъдени на 40 години затвор, а на други 10 души са присъдени 8, 30 и 35 години. Според съдията по делото Ната Месаревич, „всичко е подготвено от Улемек“, а Йованович е стрелял по Джинджич.